# Pseudobulweria becki
Pseudobulweria becki là một loài chim trong họ Procellariidae.